# 오목 다각형

오목 다각형의 예시이다.

볼록하지 않은 단순 다각형은 오목, 비볼록 또는 재진입한다고 부른다. 오목 다각형은 항상 최소 하나 이상의 내각이 요각이다. 요각은 180도와 360도를 제외한 그 사이의 각을 의미한다.
오목 다각형의 내부의 점을 포함하는 어떤 선은 그 다각형의 경계를 두 점보다 많이 교차한다. 오목 다각형의 어떤 대각선은 일부나 전체가 다각형 외부에 위치한다. 오목 다각형의 어떤 확장된 변은 평면을 한쪽에 다각형이 완전히 있는 두 반평면으로 분리할 수 없다. 이 세 문장이 성립하지 않으면 볼록 다각형이다.
많은 단순 다각형에서, 오목 다각형의 내각의 합은 π (n − 2) 라디안 또는 180°×(n − 2)이다. 이 때, n은 변의 개수이다.
오목 다각형을 볼록 다각형의 집합으로 분할 하는 것은 항상 가능하다. 가능한한 적은 수의 볼록 다각형으로의 분할을 찾는 다항 시간 알고리즘은 Chazelle & Dobkin (1985)에 의해 설명되었다.
삼각형은 오목해질 수 없지만, 모든 n > 3에 대해서 변이 n개인 오목 다각형은 존재한다. 오목한 사각형의 예시는 다트이다.
최소한 한 내각은 다른 모든 꼭짓점을 그 변과 내부에 포함할 수 없다.
오목 다각형의 꼭짓점과 변의 볼록 폐포는 다각형의 외부에 있는 점을 포함한다.